# Iravádí
Iravádí (barmsky ဧရာဝတီမ္ရစ္ MLCTS [ei: ra wa. ti mrac] - ze staroindického Airávatí, Érávatí, čínsky 伊洛瓦底江) je největší řeka v Myanmaru s prameny v Číně (Tibetská autonomní oblast, Jün-nan). Je dlouhá 2150 km. Povodí má rozlohu 430 000 km² (podle některých pramenů 415 000 km²). Ústí do Andamanského moře.

## Průběh toku
Zdrojnice Iravádí pramení ve východních výběžcích Himálaje, od soutoku zdrojnic teče Iravádí převážně na jih. Na horním toku řeka i její přítoky tečou v hlubokých úžlabinách, uprostřed džungle a v jejich korytech je mnoho slapů. Pod městem Myitkyina se dolina Iravádí rozšiřuje a koryto dosahuje šířky až 800 m. Poté řeka protíná západní část Šanské vysočiny, přičemž postupně vytváří tři soutěsky, ve kterých šířka koryta dosahuje 50 až 100 m. Místy se vyskytují zpětné proudy obávané pro lodní dopravu. Na středním a dolním toku pak protéká řeka rozsáhlou Iravádskou rovinou, ve které vytváří širokou terasovitou dolinu. Ve vzdálenosti 300 km od ústí začíná plochá, silně bažinatá delta porostlá džunglí. Rozloha delty činí 30 000 (podle některých pramenů 48 000 km²). Podél břehů Andamanského moře, od kterého ji odděluje pás písečných dun, se táhne v délce 240 km. Delta je tvořena mnoha rameny a průtoky, z nichž po dvou největších (Rangúnské, Patheinské) je možná vodní doprava.

### Významné přítoky
Čjintwin - největší přítok, z pravé strany

## Vodní stav
Řeka je charakteristická svým monzunovým režimem. Vzestup hladiny způsobený monzunovými dešti začíná v dubnu a pokračuje do srpna až září. Poté voda opadá. Rozsah kolísání úrovně hladiny představuje 8 až 11 m a šířka řeky se zvětšuje na čtyř- až pětinásobek. Na středním toku u města Mandalaj se tak mění od 2 do 10 km. Na dolním toku se projevují vysoké přílivy, které u Rangúnu dosahují 4 až 4,5 m. Průměrný roční průtok vody na dolním toku činí 13 000 až 14 000 m³/s a při zvlášť silných deštích může maximální dosáhnout až 40 000 m³/s a někdy i více. Nezřídka dochází ke katastrofálním povodním. Voda je kalná. Roční objem nánosů představuje přibližně 250 Mt, díky čemuž se každý rok delta rozšiřuje do moře o 40 až 50 m.

## Využití
Řeka je splavná celoročně v délce 1100 km od ústí, v létě až 1400 km do města Bamo a malé lodě se mohou dostat až do Myitkyiny (1600 km). Na středním a dolním toku se voda Iravádí i jejich přítoků využívá na zavlažování a na horním toku na plavení dřeva. Vodní energie skrývá řeka mnoho, ale ta není téměř využita. Na řece leží města Mandalaj, Pyay, Henzada a v deltě bývalé hlavní město Myanmaru Rangún.

## Historie
Počátkem května roku 2008 byla delta Iravádí zasažena ničivým cyklónem Nargis.